# IFIL
IFIL Investments S.p.A. (acronimo di Istituto Finanziario Industriale Laniero) era una società d'investimento controllata dalla famiglia Agnelli tramite l'Istituto Finanziario Industriale che ne deteneva il 63,59% del capitale.

## Storia
Quotata alla borsa di Milano, era tra le più importanti holding europee grazie alla gestione di un portafoglio valutato in 5 miliardi di euro. La società operava in due campi ben distinti: da una parte il presidio e la gestione del gruppo FIAT di cui IFIL deteneva il 30%, dall'altra parte invece una gestione dinamica del portafoglio di partecipazioni; un portafoglio che spaziava dal turismo (Alpitour) all'alimentare con partecipazioni, tra le altre, in Ferrarelle, Peroni, Galbani, Danone e Cinzano, al settore bancario (Intesa Sanpaolo) a quello assicurativo (Toro Assicurazioni).
L'IFIL salì all'onore delle cronache quando, nell'estate del 1986, ebbe un ruolo primario nella complessa, e molto controversa, operazione finanziaria con la quale fu riacquistata dalla Arabian Libian Bank l'intera partecipazione da questa detenuta per conto del governo libico nella FIAT: il 15,19% delle azioni ordinarie e il 13,4% delle privilegiate dell'industria torinese.
A seguito delle delibere delle assemblee straordinarie di IFI e IFIL, tenutesi il 1º dicembre 2008, il 20 febbraio 2009 è stato stipulato l'atto di fusione per incorporazione di IFIL in IFI, la quale ha contestualmente assunto il nome di Exor SpA. L'operazione è stata effettuata nell'ottica di semplificare la catena di controllo del gruppo Fiat, facendo rimanere soltanto Exor come holding del gruppo sotto il controllo diretto della Giovanni Agnelli e C., la finanziaria della famiglia Agnelli; ha avuto effetto civilistico dal 1º marzo 2009, mentre gli effetti contabili e fiscali hanno avuto effetto retroattivo dal 1º gennaio 2009.

## Situazione economico-finanziaria ante fusione
Alla data di efficacia contabile e fiscale della fusione (1º gennaio 2009), il gruppo IFIL aveva un capitale investito consolidato di 7,86 miliardi di euro, con un patrimonio netto consolidato di 5,79 miliardi; nell'esercizio 2008 aveva sviluppato un fatturato consolidato di 2,67 miliardi, chiudendo con un utile netto consolidato di 438 milioni.
Alla stessa data la capogruppo aveva un capitale investito di 4,93 miliardi di euro, di cui 4,1 miliardi era il valore di carico delle partecipazioni, con un patrimonio netto di 3,92 miliardi; aveva chiuso l'esercizio 2008 con un utile netto di 356,5 milioni, frutto in particolare di dividendi da partecipazioni per 255,6 milioni e plusvalenze su cessione di partecipazioni per 167,5 milioni.
Nell'esercizio 2008 il gruppo IFIL ha occupato mediamente 17 871 dipendenti, di cui 39 in organico alla capogruppo.